# Sport en Écosse
Le sport joue un rôle central dans la culture écossaise, et a été fortement influencé par le climat de l'Écosse, à la fois tempéré et océanique. En effet les sports « tout-temps » comme le rugby à XV, le football et le golf y sont prédominants. Cependant, beaucoup d'autres disciplines y sont aussi pratiquées, voire y ont été inventées. C'est le cas par exemple du rugby à sept, inventé en 1883 par un apprenti boucher d'Édimbourg, du curling, du shinty, et du golf, pratiqué depuis le XVe siècle. L'Écosse a connu nombre de grands sportifs ; actuellement, on peut citer Andy Murray, troisième joueur de tennis mondial, et Chris Hoy, champion olympique et multiple champion du monde de cyclisme sur piste, qui défendent les couleurs de l'Écosse dans leurs disciplines respectives. Dans les sports mécaniques, il est possible de citer le pilote Colin McRae, champion du monde des rallyes en 1995.

## Football

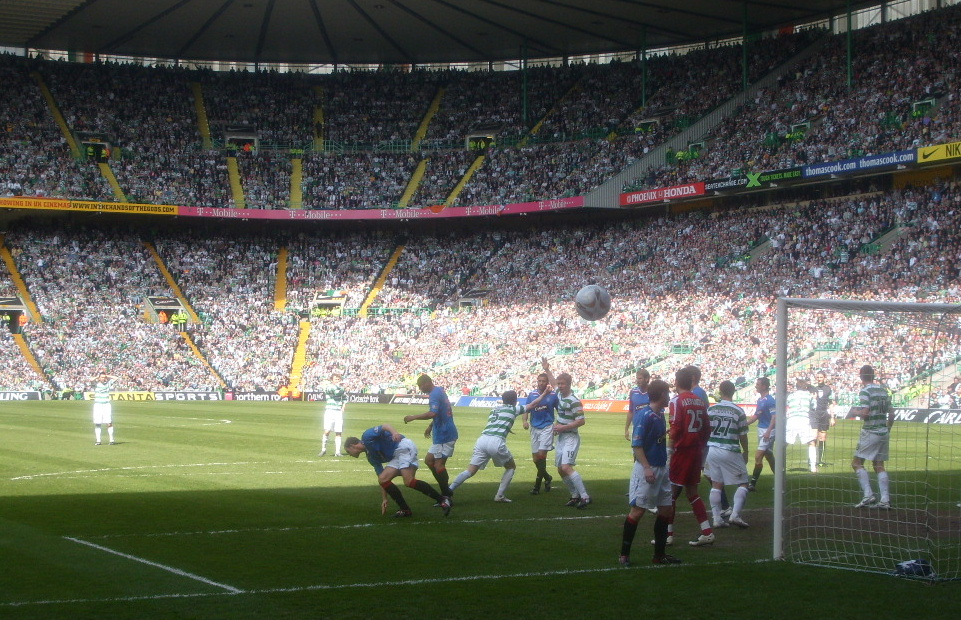
Rencontre du 27 avril 2008 entre Celtic FC et Rangers FC de Glasgow (Old Firm)

Le football est l'un des sports les plus populaires en Écosse. Pratiqué depuis le XIXe siècle, à l'origine principalement dans la région de Glasgow et le Dunbartonshire, il compte aujourd'hui 131 883 licenciés. La fédération écossaise est, après la fédération anglaise, la plus ancienne au monde, et la Coupe d'Écosse de football fut la première coupe nationale à être créée.
La Fédération d'Écosse de football (Scottish Football Association ou SFA en anglais) est l'association regroupant les clubs de football d'Écosse et organisant les compétitions nationales ainsi que les matchs internationaux de la sélection d'Écosse. Fondée en 1873, elle fut affiliée à la FIFA entre 1910 et 1920, entre 1924 et 1928 et depuis 1946 ; elle est membre de l'UEFA depuis sa création en 1954.
L'équipe d'Écosse de football est l’équipe constituée par une sélection des meilleurs joueurs écossais ; elle représente l'Écosse dans les compétitions internationales majeures de football telles que la Coupe du monde et le Championnat d'Europe, sous l'égide de la Fédération d'Écosse de football. Avec l'équipe d'Angleterre, elle est la doyenne des équipes nationales de football. En 1872, elles prirent part ensemble au premier match international officiel. L'équipe d'Écosse ne peut toutefois pas disputer les Jeux olympiques, car l'Écosse n'est pas membre du Comité international olympique. Les Écossais jouent en bleu marine et blanc.
Dès 1906, le match Angleterre/Écosse a attiré 102 000 spectateurs à Glasgow et un record de 150 000 spectateurs sera atteint à Hampden en 1937, nombre jamais égalé pour un match entre équipes nationales en Europe. Extrêmement populaire, le football en Écosse a malheureusement été sujet, depuis son origine, à de violentes rivalités entre supporters, marquées notamment d'antagonisme religieux entre catholiques et protestants. Les clubs les plus concernés par ces rivalités sont probablement les clubs de Glasgow du Celtic FC, rassemblant des supporters à majorité catholique, et du Rangers FC, dont les supporters sont principalement protestants. Depuis 1888, ces deux clubs s'opposent chaque année lors de l'Old Firm, l'un des plus grands derbies européens. George Blake l'évoque ainsi dans son roman The Shipbuilders :
« En accord avec l'ancienne coutume, la police avait conduit les supporters des Rangers à une extrémité du terrain et les supporters du Celtic à l'autre : autant que la séparation était possible avec une telle foule d'êtres humains. »
— George Blake, The Shipbuilders (1935)

## Rugby à XV

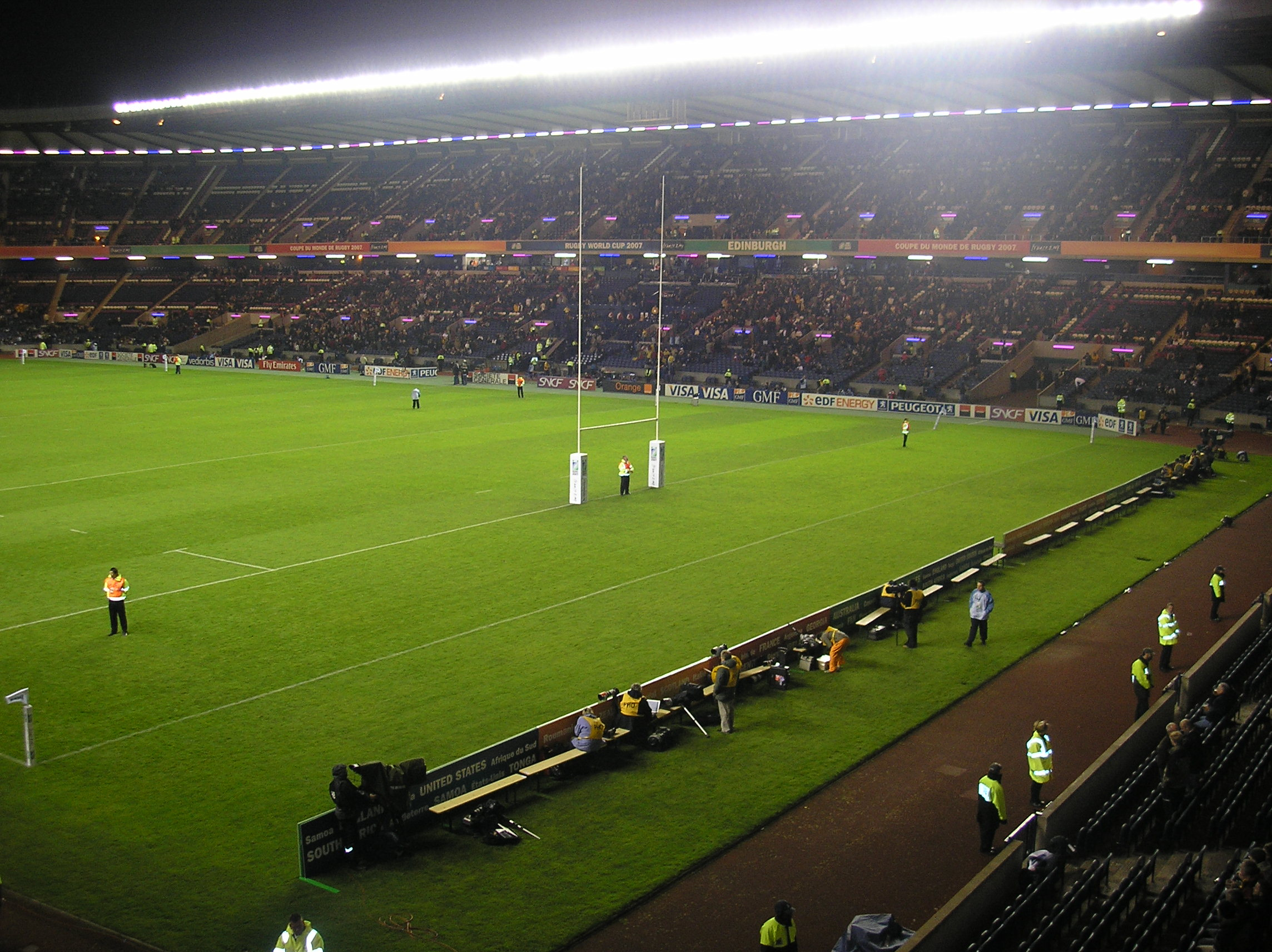
Le stade de Murrayfield lors de la coupe du monde du rugby de 2007.

Le rugby à XV est un sport populaire en Écosse. L'histoire du rugby national écossais commence en 1871, avec le match, à Raeburn Place, entre l'Écosse et l'Angleterre dans le premier match international de rugby à XV
Depuis le début du Tournoi britannique de rugby à XV 1882-1883, devenu le « Tournoi des cinq nations » en 1910 avec l'admission de la France, puis des « six nations » avec l'entrée de l'Italie en 2000, le XV écossais a remporté la coupe quatorze fois seul et a partagé la victoire à huit reprises. La dernière victoire remonte à l'année 2000. L'équipe d'Écosse effectue aussi régulièrement des rencontres avec les meilleures équipes de l'hémisphère sud, l'Afrique du Sud, l'Australie et la Nouvelle-Zélande, et dispute tous les quatre ans la coupe du monde de rugby. Au 9 mars 2009, l'Équipe d'Écosse de rugby à XV est neuvième au classement des équipes nationales de rugby.
La Scottish Rugby Union (SRU) est la fédération chargée d’organiser et de gérer le rugby à XV en Écosse. Fondée en 1873, elle fut la deuxième fédération à être créée. La SRU dirige les équipes nationales écossaises, et chapeaute les compétitions de clubs (242 lui sont affiliés) chez les hommes, les femmes et les jeunes (environ 25 000 licenciés et 1 300 arbitres). Elle possède également le stade de Murrayfield à Édimbourg où l’équipe nationale joue presque toutes ses rencontres à domicile depuis 1925.
Le rugby à XV écossais senior de haut niveau est structuré selon quatre niveaux de compétition différents. Le championnat d'Écosse de rugby, la Celtic League et la coupe d'Europe de rugby sont accessibles aux clubs ; les autres compétitions internationales sont jouées par l'équipe nationale.

## Rugby à sept
Pour un article plus général, voir Rugby à sept.
Le rugby à sept est une variante du rugby à XV inventée en Écosse et qui se joue à sept joueurs, trois avants et quatre arrières. En 1883, un apprenti-boucher écossais du nom de Ned Haig organise un tournoi de rugby au bénéfice du club de Melrose. Afin de multiplier les matchs et de faire la part belle au spectacle, il diminue la durée d'une rencontre à deux mi-temps de 7 minutes et la taille de l'équipe à sept joueurs. C'est le premier tournoi de rugby à sept.
En 1976, Ian Gow et Tokkie Smith ressuscitent le jeu à sept en organisant un tournoi réunissant douze équipes à Hong-Kong. C'est un succès qui va entraîner la création de plusieurs autres tournois. En 1993 à Édimbourg en Écosse a lieu la première coupe du monde de rugby à sept mettant aux prises 24 équipes nationales. Cette coupe du monde de rugby à sept aura désormais lieu tous les quatre ans. En 1999-2000, l'IRB (International Rugby Board) organise une série de dix tournois internationaux, l'IRB World Sevens Series, qui couronne la meilleure nation sur l'ensemble de la saison.

## Golf

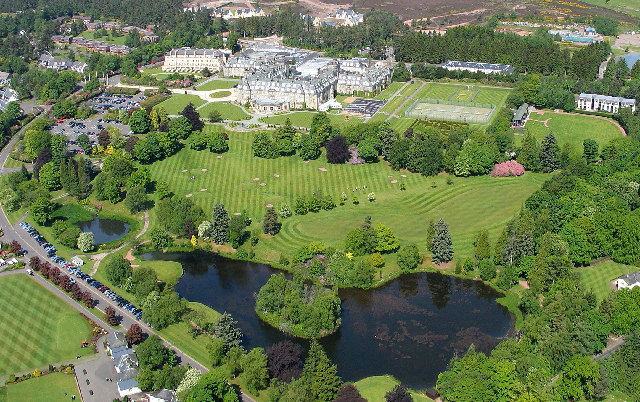
Vue aérienne du terrain de Gleneagles Hotel.

Le golf est apparu en Écosse au XVe siècle, et le jeu moderne du golf a été pour la première fois développé et établi dans le pays. Le jeu joua un rôle clef dans la sensibilisation sportive nationale,.
L'Écosse est largement considérée comme la « patrie du golf »,,, et le golf fait partie des icônes culturelles de l'Écosse ; cet argument est souvent utilisé à des fins de promotion touristique. Les golfeurs constituent environ 2 % des touristes ayant visité l'Écosse en 2004
Le Royal and Ancient Golf Club of St Andrews, fondé en 1754, est, avec l'Honourable Company of Edinburgh Golfers, l'un des plus anciens clubs de golf au monde. Il fut, jusqu'en 2004, l'une des autorités de la réglementation de ce sport. Cette fonction est depuis occupée par la R&A. Le premier Open britannique a été organisé au Prestwick Golf Club en 1860.
Alors que, dans d'autres régions du monde, le golf est considéré comme un sport élitiste, il est pratiqué en Écosse par l'ensemble de la société,, ou tout au moins par davantage de joueurs issus des classes populaires que dans d'autres pays. De nombreux terrains de golf appartiennent aux communautés locales, avec des frais d'accès peu élevés, y compris des parcours prestigieux tels que l'Old Course de St Andrews ou les links de Musselburgh. Ainsi 1681, le duc d'York, afin de relever un défi lancé par deux lords anglais quant à l'origine anglais ou écossaise du golf, choisit pour partenaire le cordonnier John Patersone, réputé meilleur joueur de la région.

## Curling
Pour un article plus général, voir Curling.

Partie de curling: le curling est l'une des principales inventions sportives écossaises.

Le curling est un sport de précision  pratiqué sur la glace avec de lourdes pierres en granite poli. Le but est de placer les pierres le plus près possible d'une cible dessinée sur la glace, appelée maison.
Il est généralement admis que ce jeu a été inventé au XVIe siècle en Écosse, en dépit de l'existence de deux tableaux de Pieter Brueghel l'Ancien qui représentent des paysans hollandais en train de jouer au curling. Quelle que soit la vérité, le jeu du curling en extérieur était très populaire en Écosse entre le XVIe siècle et le XIXe siècle lorsque le climat était suffisamment froid pour assurer de bonnes conditions de la glace lors de chaque été. Les règles modernes ont été établies au Canada. La Fédération mondiale de curling est basée dans la ville écossaise de Perth.
Le curling est un sport officiel des Jeux olympiques d'hiver depuis les Jeux olympiques d'hiver de 1998. Certains considèrent que le curling était déjà une compétition officielle lors des Jeux olympiques d'hiver de 1924 où un tournoi avait eu lieu.
L'Écosse fait partie des nations prééminentes en curling: l'équipe d'Écosse est 6 fois médaillée aux championnats du monde de curling chez les hommes depuis 2001 dont deux titres (2006, 2009) et 3 fois médaillée chez les femmes sur la même période, et a été titrée une fois de son histoire en 2002.
C'est généralement l'équipe d'Écosse qui représente la Grande-Bretagne aux Jeux olympiques, mais elle y connaît moins de succès. La Grande-Bretagne n'a en effet été titrée qu'une fois, chez les femmes en 2002, et chez les hommes en 1924.

## Tennis
Pour un article plus général, voir Tennis.

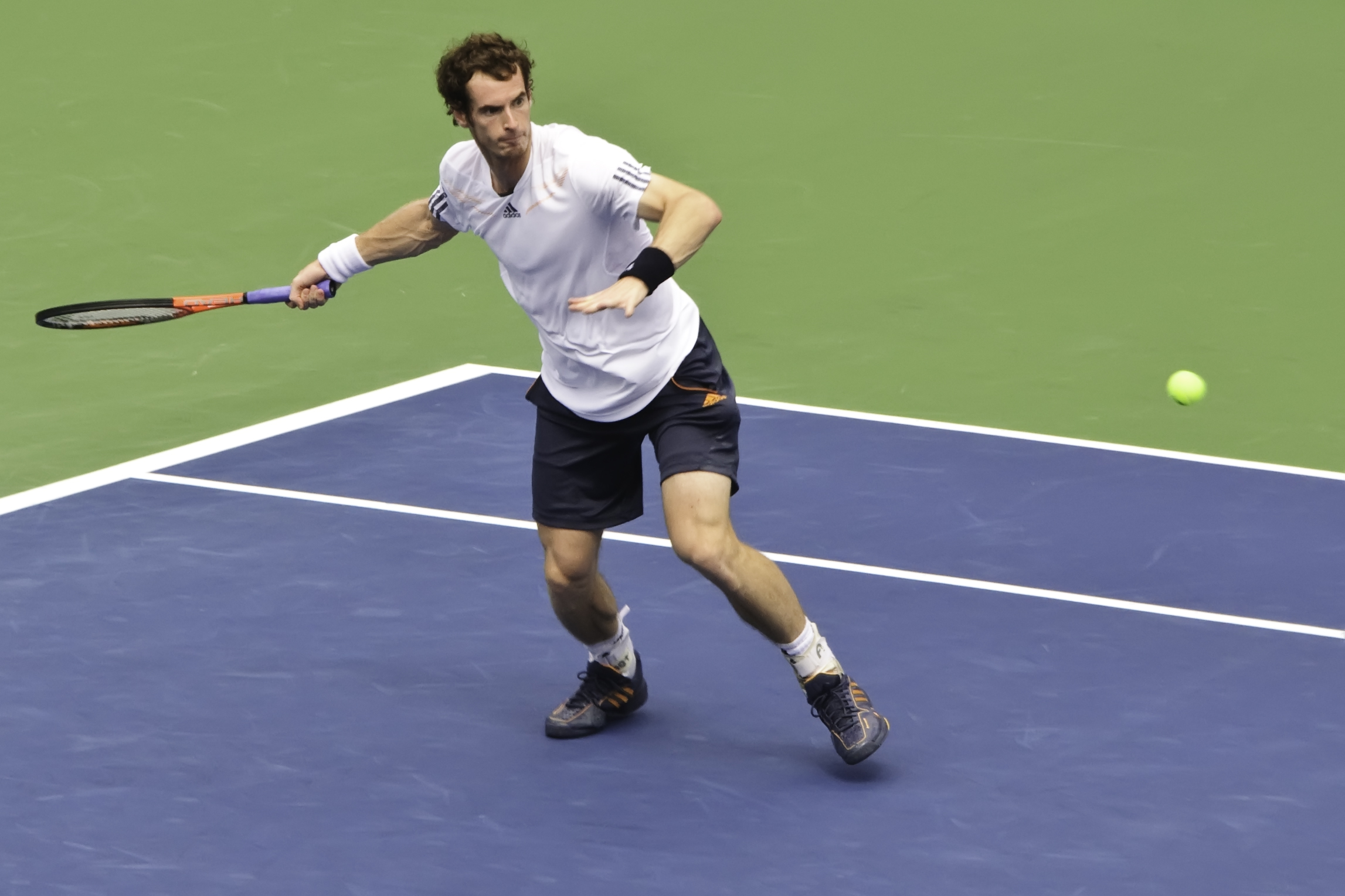
Andy Murray, meilleur tennisman écossais de tous les temps.

Le tennis est un sport de raquette qui oppose soit deux joueurs — on parle alors de simple — soit quatre joueurs qui forment deux équipes de deux — on parle alors de double. La France, jadis terre d'élection par excellence du jeu de paume, n'attend pas longtemps pour succomber aux charmes du tennis promu par Wimbledon. Dès 1878, le premier club de tennis est fondé en France à Dinard, en Bretagne. Dans le même temps, les premières parties ont lieu en Australie.
D'autres tournois suivent très vite : en 1878 un tournoi aurait été organisé au Montréal Cricket Club, et les premiers championnats amateurs d'Écosse eurent lieu en indoor sur bois cette même année.
Andy Murray est le meilleur joueur de tennis écossais de tous les temps. Né le 15 mai 1987 à Dunblane (Écosse), sa surface de prédilection est le dur. En 2008, il atteint la finale de l'US Open et remporte les Masters Series de Cincinnati et de Madrid. En 2009, il remporte son troisième titre en masters à Miami. En 2012 il remporte l'US Open et le tournoi olympique. Enfin en 2013 et 2016, il remporte 2 fois Wimbledon, gagne en fin d'année le Masters et termine l'année numéro un mondial au classement ATP. 

## Sports mécaniques
L'Écosse a connu nombre de grands champions de rallye. Colin McRae (5 août 1968 à Lanark en Écosse - 15 septembre 2007 près de Lanark), était un pilote automobile de rallye écossais. Colin McRae a notamment remporté le championnat du monde des rallyes 1995.
Bien qu'elle ne dispose pas de circuit de Formule 1, l'Écosse a produit plusieurs coureurs. David Coulthard fait partie des plus récents, mais le plus grand coureur écossais de Formule 1 est sans conteste Jackie Stewart, surnommé « the flying Scot » en Grande-Bretagne, qui fut champion du monde en 1969, 1971 et 1973.